# Calvin Raatsie
Calvin Owen Harm Raatsie (Purmerend, 9 de febrero de 2002) es un futbolista neerlandés que juega de portero en el Excelsior Róterdam de la Eredivisie.

## Trayectoria
Graduado de la academia juvenil del Ajax, debutó como profesional con el equipo de reserva del club Jong Ajax el 15 de febrero de 2021 en una derrota por 1-2 contra el FC Dordrecht.
Apareció en el banquillo del primer equipo, pero fue suplente no utilizado en la victoria por 3-1 contra el VVV-Venlo el 13 de mayo de 2021.
En mayo de 2022 el F. C. Utrecht anunció su fichaje para las siguientes tres temporadas.

## Selección nacional
Es internacional en categorías inferiores. Ha representado a los Países Bajos en cuatro equipos de diferentes edades, desde la sub-15 hasta la sub-18. Fue el portero titular de la selección sub-17 que ganó el Campeonato Europeo Sub-17 de la UEFA 2019. Además, jugó todos los partidos de la Copa Mundial de Fútbol Sub-17 de 2019, en la que Países Bajos quedó cuarta en el torneo.

## Estadísticas

### Clubes
Actualizado al último partido disputado el 8 de noviembre de 2024.
| Jong Ajax · Países Bajos              | 2.ª           | 2020-21       | 1  | 2  | — | — | — | — | 1  | 2  |
| Jong Ajax · Países Bajos              | 2.ª           | 2021-22       | 12 | 24 | — | — | — | — | 12 | 24 |
| Jong Ajax · Países Bajos              | Total club    | Total club    | 13 | 26 | 0 | 0 | 0 | 0 | 13 | 26 |
| Jong FC Utrecht · Países Bajos        | 2.ª           | 2022-23       | 12 | 21 | — | — | — | — | 12 | 21 |
| Jong FC Utrecht · Países Bajos        | 2.ª           | 2023-24       | 10 | 17 | — | — | — | — | 10 | 17 |
| Jong FC Utrecht · Países Bajos        | Total club    | Total club    | 22 | 38 | 0 | 0 | 0 | 0 | 22 | 38 |
| Roda JC Kerkrade · Países Bajos       | 2.ª           | 2023-24       | 18 | 20 | 0 | 0 | — | — | 18 | 20 |
| Roda JC Kerkrade · Países Bajos       | Total club    | Total club    | 18 | 20 | 0 | 0 | 0 | 0 | 18 | 20 |
| Excelsior Róterdam · Países Bajos     | 2.ª           | 2024-25       | 12 | 14 | 0 | 0 | — | — | 12 | 14 |
| Excelsior Róterdam · Países Bajos     | Total club    | Total club    | 12 | 14 | 0 | 0 | 0 | 0 | 12 | 14 |
| Total carrera                         | Total carrera | Total carrera | 65 | 98 | 0 | 0 | 0 | 0 | 65 | 98 |
| (1) Hace referencia a goles encajados |               |               |    |    |   |   |   |   |    |    |

## Palmarés

### Títulos internacionales
| Título                                 | Club (*)            | País    | Año  |
| -------------------------------------- | ------------------- | ------- | ---- |
| Campeonato de Europa Sub-17 de la UEFA | Países Bajos sub-17 | Irlanda | 2019 |

(*) Incluyendo la selección.

### Distinciones individuales
| Distinción                                                   | Año  |
| ------------------------------------------------------------ | ---- |
| Equipo del Torneo del Campeonato de Europa Sub-17 de la UEFA | 2019 |